# Wandernadel

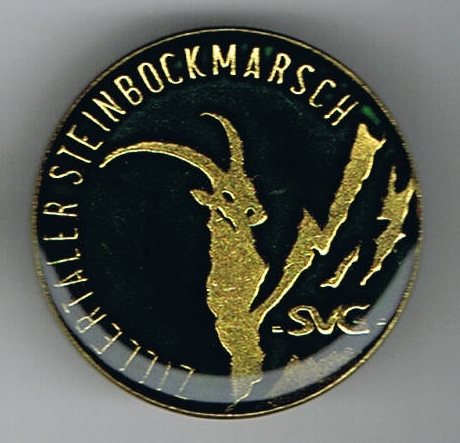
Beispiel einer Wandernadel

Als Wandernadel werden Anstecknadeln bezeichnet, die nach Erwanderung vorgegebener Strecken erworben werden können. Dabei wird der Nachweis in der Regel durch Stempel, die sich entlang der Route befinden, geführt.
Es gibt sehr viele solcher Nadeln; beschrieben wurden die zugehörigen Strecken z. B. unter Harzer Wandernadel und Steinbockmarsch.